# Élias Regnault
Pour les articles homonymes, voir Regnault.
Élias Georges Soulanges Oliva Regnault dit Élias Regnault (1801-1868) est un écrivain, historien, juriste et une personnalité politique française.

## Biographie
En 1830, Élias Regnault est avocat à la cour royale de Paris et se signale comme membre de la Société médicale d'émulation, auteur de petits traités entre autres sur le suicide, et au compétence des médecins dans les questions judiciaires relatives aux aliénations mentales.
Il fonde en 1833 une institution à son nom dans le but de favoriser « l'intégration des jeunes israélites », dont l'adresse est 156 rue de Paris, à Belleville ; plus tard, le siège déménage au 64 rue de Clichy.
Il publie en 1838 une Histoire criminelle du gouvernement anglais se vendant en fascicules. En octobre de la même année, il est impliqué dans l'affaire Louis Raban (1790-1845), un graveur républicain soupçonné d'un trafic de cartouches.
En 1841, il produit une étude remarquée sur Lamennais, au moment de son procès, et rédige plusieurs entrées pour l'encyclopédie Les Français peints par eux-mêmes.
En 1846, son Histoire de Napoléon illustrée par Raffet et De Rudder connaît un vif succès.
Au moment de la révolution de 1848, il devient chef de cabinet de Ledru-Rollin aux Affaires intérieures, puis en avril il est nommé par le Gouvernement provisoire directeur des théâtres et de la librairie par intérim. En mai suivant, il est nommé secrétaire-général de la Police.
En 1849, il publie une Histoire des Antilles.
Sous le Second Empire, il collabore à La Presse, au Courrier du dimanche, à L'Avenir national et à L'Univers illustré pour la partie politique, affirmant son attachement aux valeurs démocratiques et au parti libéral ; en janvier 1868, il serait mort en partie démuni, au point que Jules Vallès lança une souscription.
Regnault traduisit des écrits de Sénèque, Jeremy Bentham, et Thomas Carlyle.

## Œuvre littéraire
- Du degré de compétence des médecins dans les questions judiciaires relatives aux aliénations mentales, et des théories physiologiques sur la monomanie homicide [1828] ; suivi de Nouvelles réflexions sur le suicide, la liberté morale, etc., Paris, J.-B. Baillière, 1830.
- [traduction] Catéchisme de la réforme électorale, par Jeremy Bentham, précédée d'une Lettre à Timon sur l'état actuel de la démocratie en Angleterre, Paris, Pagnerre, 1839.
- [traduction] Sophismes parlementaires : précédée d'une lettre à M. Garnier-Pagès : Sur l'esprit de nos assemblées délibérantes par Jeremy Bentham, Paris, Pagnerre, 1840.
- Histoire criminelle du gouvernement anglais, depuis les premiers massacres de l'Irlande jusqu'à l'empoisonnement des Chinois, Paris, Pagnerre, 1841.
- [traduction] La Grèce pittoresque et historique, par Christopher Wordsworth, Paris, L. Curmer, 1841.
- Procès de M. F. Lamennais devant la Cour d'assises, à l'occasion d'un écrit intitulé : Le pays et le gouvernement : relation complète, contenant tous les faits préliminaires depuis la saisie jusqu'à la comparution devant la Cour d'assises, Paris, Pagnerre, éditeur, 1841.
- Histoire d'Angleterre depuis son origine jusqu'en 1845, Paris, Pagnerre, 1845.
- Histoire de l'Irlande : depuis son origine jusqu'en 1845, Paris, Pagnerre, 1846.
- Histoire de Napoléon, Paris, Perrotin Pagnerre, 1846.
- Histoire des Antilles et des colonies françaises, espagnoles, anglaises, danoises et suédoises..., avec Jules Labaume, Frédéric Lacroix, Ferdinand Denys, Paris, Firmin Didot frères, 1849.
- Histoire du gouvernement provisoire, Paris, V. Lecou, 1850.
- Histoire de huit ans, 1840-1848, faisant suite à l'Histoire de dix ans, 1830-1840, par M. Louis Blanc, et complétant le règne de Louis-Philippe, trois vol., Paris, Pagnerre, libraire-éditeur, 1851-1852.
- Histoire politique et sociale des Principautés Danubiennes, Paris, Paulin et Le Chevalier, 1855.
- Mystères diplomatiques aux bords du Danube, Paris, E. Dentu, 1858.
- La Province : ce qu'elle est, ce qu'elle doit être, Paris, Pagnerre, 1861.
- L'Odyssée polonaise : précédée d'une lettre à M. Proudhon, Paris, E. Dentu, 1862.
- La Question européenne improprement appelée polonaise : réponse aux objections présentées par MM. Pogodine, Schédo-Ferroti, Porochine,... contre le polonisme des provinces lithuano-ruthènes et contre le non-slavisme des moscovites, Paris, E. Dentu, 1863.
- Mourawieff et les Archives du Tsarisme, Paris : [s.n.], 1863.
- [traduction] Histoire de la révolution française, par Thomas Carlyle, tr. avec Odysse Barot et Jules Roche, Paris, Germer-Baillière, 1865.